# Dehaasia pugerensis
Dehaasia pugerensis là loài thực vật có hoa trong họ Nguyệt quế. Loài này được Koord. & Valeton miêu tả khoa học đầu tiên năm 1904.